# مروان ولد يحيى (صعدة)
مروان ولد يحيى هي إحدى قرى الجمهورية اليمنية. تتبع جغرافيا لمحافظة صعدة و إداريًا لمديرية حيدان. يبلغ تعداد سكانها 3489 نسمة حسب الإحصاء الذي جرى عام 2004.